# シェリ・ムーン・ゾンビ
シェリ・ムーン・ゾンビ（Sheri Moon Zombie, 1970年9月26日 - ）はアメリカ合衆国カリフォルニア州サンノゼ出身の女優｡主に夫のロブ・ゾンビの監督作品への出演で知られる｡

## 略歴
95年､ホワイト・ゾンビのミュージックビデオに猫のスーツを身に着けたゴーゴーダンサー役で出演しデビュー｡
2002年にホワイト・ゾンビのメンバーだったロブ・ゾンビと結婚｡
2003年にはロブ・ゾンビの監督デビュー作となる『マーダー・ライド・ショー』のベイビー・ファイアフライ役で映画デビュー｡続編の『デビルズ・リジェクト マーダー・ライド・ショー2』ではスパイクTVのスクリーム賞とフューズ/ファンゴリア・チェーンソー賞を受賞している｡
その後もロブ・ゾンビの監督作品に続け様に出演しており､『グラインドハウス』の中のフェイク予告編の｢ナチ親衛隊の狼女｣では狼女､ジョン・カーペンターの作品のリメイクである『ハロウィン』とそのリメイク版の続編『ハロウィンII』ではマイケル・マイヤーズの母親デボラ・マイヤーズを演じている｡
ロブ・ゾンビ監督作品以外ではトビー・フーパー監督の『ツールボックス・マーダー』に出演｡
また､2006年には洋服ブランドTotal Skullを立ち上げ､プロデューサーも務めている｡

## 出演作品
- マーダー・ライド・ショー House of 1000 Corpses (2003) - シェリ・ムーン（Sheri Moon）の表記での出演｡
- ツールボックス・マーダー Toolbox Murders (2003) - シェリ・ムーンの表記での出演｡
- デビルズ・リジェクト マーダー・ライド・ショー2 The Devil's Rejects (2005)
- グラインドハウス Grindhouse (2007) - 劇中のフェイク予告編「ナチ親衛隊の狼女」"Werewolf Women of the SS"に出演
- ハロウィン Halloween (2007)
- ハロウィンII Halloween II (2009)
- ロード・オブ・セイラム The Lords of Salem (2012)
- 31 31 (2016)
- スリー・フロム・ヘル 3 from Hell (2019)